# Dorothy Morkis
Dorothy Morkis, née le 29 décembre 1942 à Boston, est une cavalière américaine de dressage. 
Elle est médaillée de bronze de dressage par équipe aux Jeux olympiques de 1976 à Montréal et se classe cinquième dans l'épreuve individuelle.